# اسخاخن
اسخاخن (به هلندی: Schagen) یک شهرستان در هلند است که در هلند شمالی واقع شده‌است. اسخاخن ۰ متر بالاتر از سطح دریا واقع شده‌است.